# Daniel Oliver
Daniel Oliver, född den 6 februari 1830 i Newcastle upon Tyne, död den 21 december 1916 i Kew, var en brittisk botaniker.
Oliver arbetade vid herbariumet vid Royal Botanic Gardens, Kew mellan 1860 och 1890 samt som professor i botanik vid University College London mellan 1861 och 1888. 1863 valdes ahn in i Royal Society.
Auktorsnamnet Oliv. kan användas för Daniel Oliver i samband med ett vetenskapligt namn inom botaniken; se Wikipediaartiklar som länkar till auktorsnamnet.
|  | Wikispecies har information om Daniel Oliver. |